# Sybaguasu cornutum
Sybaguasu cornutum är en skalbaggsart som beskrevs av Maria Helena M. Galileo och Martins 2005. Sybaguasu cornutum ingår i släktet Sybaguasu och familjen långhorningar. Inga underarter finns listade i Catalogue of Life.